# Exil (musikalbum)
Exil är det tredje studioalbumet av Björn Afzelius och Globetrotters. Albumet släpptes 1984.

## Låtlista
Text och musik av Björn Afzelius, om inget annat anges.
Sida två
1. "Via Dolorosa" (Musik: Carina Uvholm) - 1:34
2. "Exil" - 3:39
3. "Ikaros" - 3:34
4. "Isabelle" - 4:07
5. "Europa" - 7:23

Sida två
1. "Hiroshima" - 13:34
2. "Folkens kamp" (Bertil Goldberg) - 4:58

## Musiker
- Björn Afzelius - sång, kompgitarr, percussion
- Jan Brynstedt - sologitarr
- Bengt Bygren - piano, synthesizer, dragspel
- Per Melin - trummor
- Olle Nyberg - orgel
- Hannes Råstam - bas

### Fotnoter
1. ↑  ”Exil”. Discogs.com. http://www.discogs.com/Bj%C3%B6rn-Afzelius-Globetrotters-Exil/release/1585765. Läst 13 januari 2013.